# 高養寺 (逗子市)
高養寺（こうようじ）は、神奈川県逗子市にある高野山真言宗の寺院。

## 歴史
創建年代は不明である。ただ古くから不動明王が安置されており、「白滝不動」「小滝不動」「浪切不動」と呼ばれていた。漁師の守護仏であった。明治時代、徳冨蘆花の小説『不如帰』の舞台となり、ヒロインの「浪子」から「浪子不動」と呼ばれるようになった。
現在の堂宇は、葉山町にあった「慶増院」から移設したものである。慶増院は廃寺状態であったが、葉山に別荘を持っていた高橋是清・犬養毅の協力により再興され、その際に「高橋」と「犬養」の名を取って「高養寺」に改称した。そして浪子不動と統合したものである。

## 交通アクセス
- 逗子・葉山駅より徒歩15分。